# Samsung Galaxy i7500
Samsung GT-I7500 Galaxy — смартфон производства Samsung, использующий операционную систему Android с открытым исходным кодом. О нем было объявлено 27 апреля 2009 года. и он был выпущен 29 июня 2009 года как первое устройство на базе Android от Samsung Mobile и первое в том, что впоследствии стало долгоиграющей серией Galaxy. Samsung GT-I7500 Galaxy получил неоднозначный приём от пользователей.
На смену ему приходит Samsung GT-I5700 Galaxy Spica.

## Технические особенности
На устройстве установлен процессор ARM11 Qualcomm MSM7200A 528 МГц.
Смартфон Samsung i7500 3.5G работает в диапазонах (900/1700/2100) GSM и HSDPA (однако официальные страницы Samsung для датской версии упоминают только двухдиапазонный UMTS 900/2100). Телефон имеет экран 3,2 дюйма AMOLED, сенсорный экран, выполненный по ёмкостной технологии, 5-мегапиксельную камеру с автофокусом и LED-вспышкой, цифровой компас. В отличие от первого телефона на Android, HTC Dream (G1), у i7500 есть стандартное 3,5-миллиметровое гнездо для наушников, и навигационная клавиша вместо трекбола.
Программное обеспечение i7500 предлагает набор приложений Google, включая Поиск Google, Gmail, YouTube, Google Календарь, и Google Talk. Телефон поддерживает GPS и позволяет использовать особенности Карт Google, такие, как Мое Местоположение, Google Latitude, и Google Street View. Также поддерживает MP3, AAC (включая iTunes Плюс загрузки), WMA-аудио и видео H.264, версия бета поддерживает загрузку музыки Spotify через Android Marketplace.
Недостатками данной модели являются очень маленький объём памяти приложений, и ошибки в фирменной прошивке аппарата. Следствием этих ошибок является очень малое время работы аппарата и отсутствие полноценной поддержки русского языка, вспышка сильно засветляет расположенные в полуметре объекты съёмки, отсутствует обозначение непросмотренных SMS или пропущенных звонков вне экрана. Следует заметить, что компания Samsung официально отказалась обновлять версию прошивки и исправлять известные ошибки.
Достоинством этой модели можно назвать: качество сборки, 3,5-миллиметровое гнездо для наушников, аппаратные клавиши отбоя и поднятия трубки, наличие вспышки, абсолютные углы обзора дисплея.

## Доступность
Samsung i7500 доступен в Австрии, Германии, Израиле, Франции, Польше, Сербии, Словении, Турции, Великобритании, с недавнего времени, в России.
Также продает T-Mobile на некоторых других рынках, включая США.
В октябре 2009 года стал первым android-телефоном, выпущенным в Бразилии, через Telecom Italia Mobile.
O2 собираются начать продажу смартфона в ноябре 2009. Samsung i7500 также доступен в Канаде как Samsung Galaxy от Bell Mobility. i7500 также подтвержден для продаж в Индии от Tata Docomo, Tайване, Китае и Гонконге.
Индийский Мобильный розничный торговец Univercell предлагает разблокированную модель по 15400 INR (332$) промоакция  была действительна до 25 января 2010 года.

## Критика устройства
В связи с тем, что компания Samsung не выпускала обновления прошивки, телефон получил много критики от пользователей телефонов серии Galaxy. Петицию с просьбой сделать обновление прошивки подписали более 8000 человек.
Для некоторых стран Samsung выпустила прошивку до версии Android 1.6 Donut. Пользователи других стран могут скачать её и обновиться вручную, но это приведет к аннулированию гарантии.